# Changan CS55
Changan CS55 — компактный кроссовер, выпускающийся с 2017 по 2019 год китайской компанией Changan.

## Описание
Автомобиль Changan CS55 впервые был представлен в 2017 году на автосалоне в Шанхае. Цены на автомобиль варьировались от 74900 до 86900 юаней. По размерам модель ниже Changan CS75.

Автомобиль оснащался 1,5-литровым бензиновым двигателем внутреннего сгорания с турбонаддувом мощностью 156 л. с. и крутящим моментом 225 Н*м. Как и в случае с Changan CS75, дизайн модели CS55 разработан в Турине. При разработке модели китайская компания ориентировалась на Land Rover Discovery Sport.

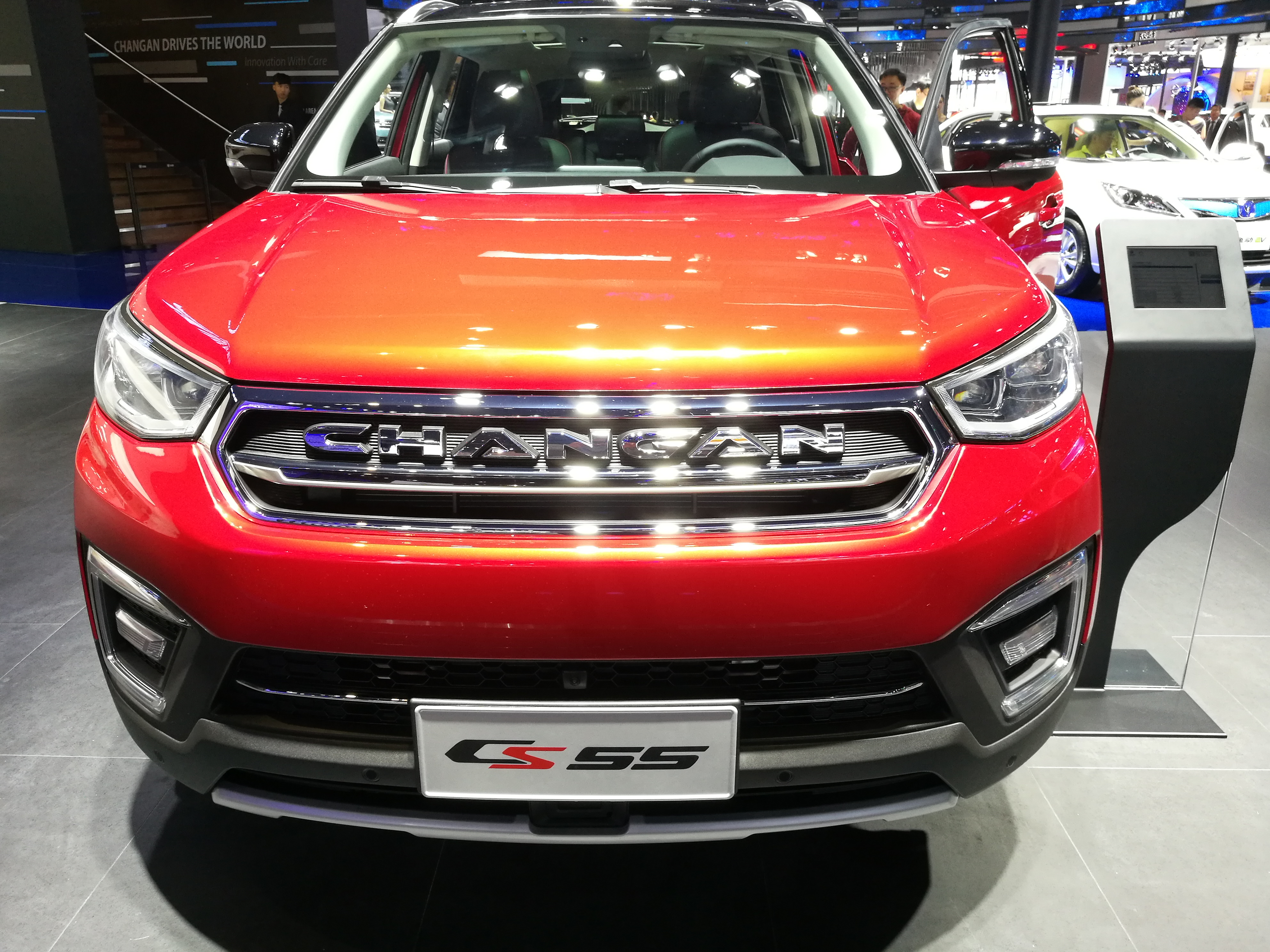
Changan CS55
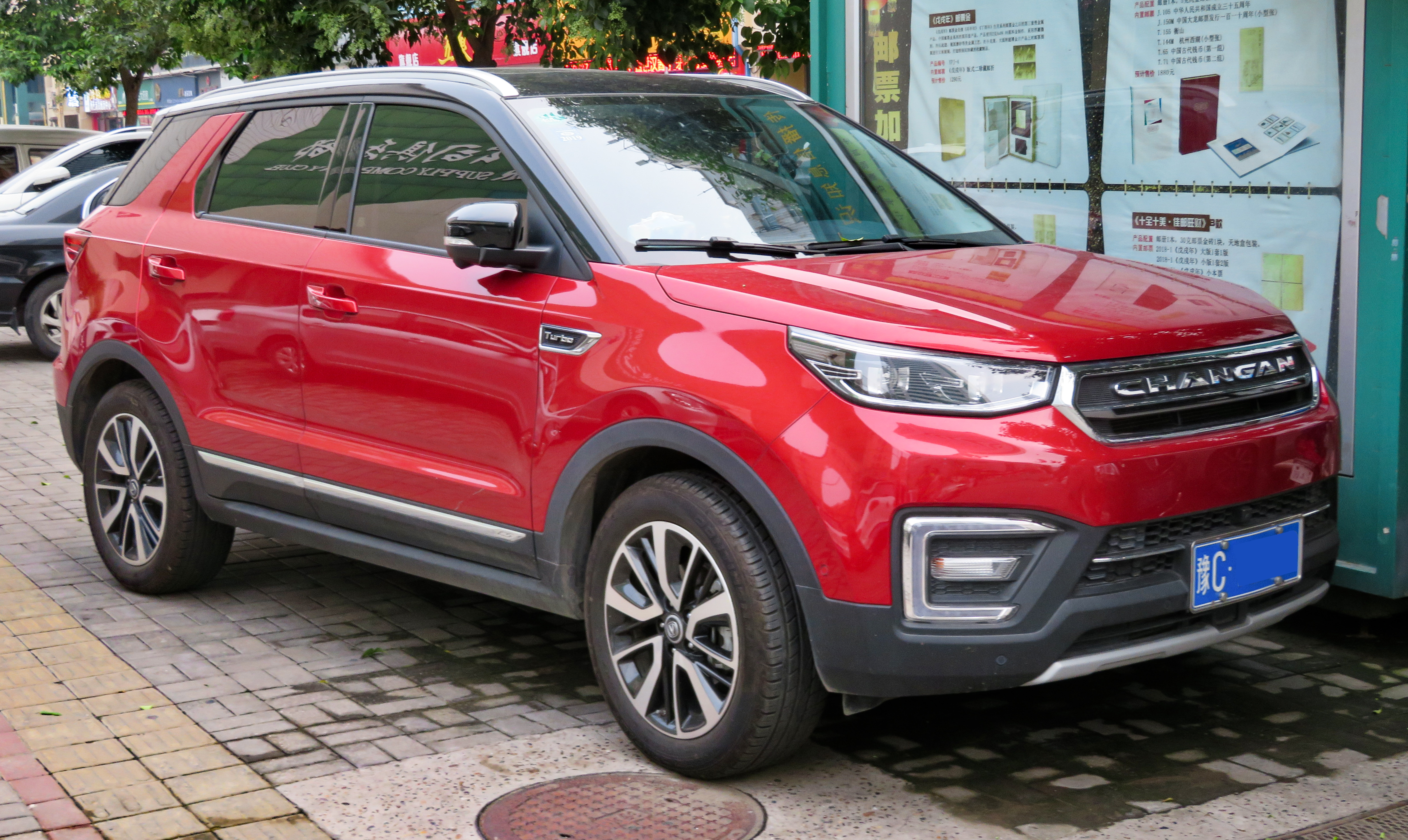
Changan CS55
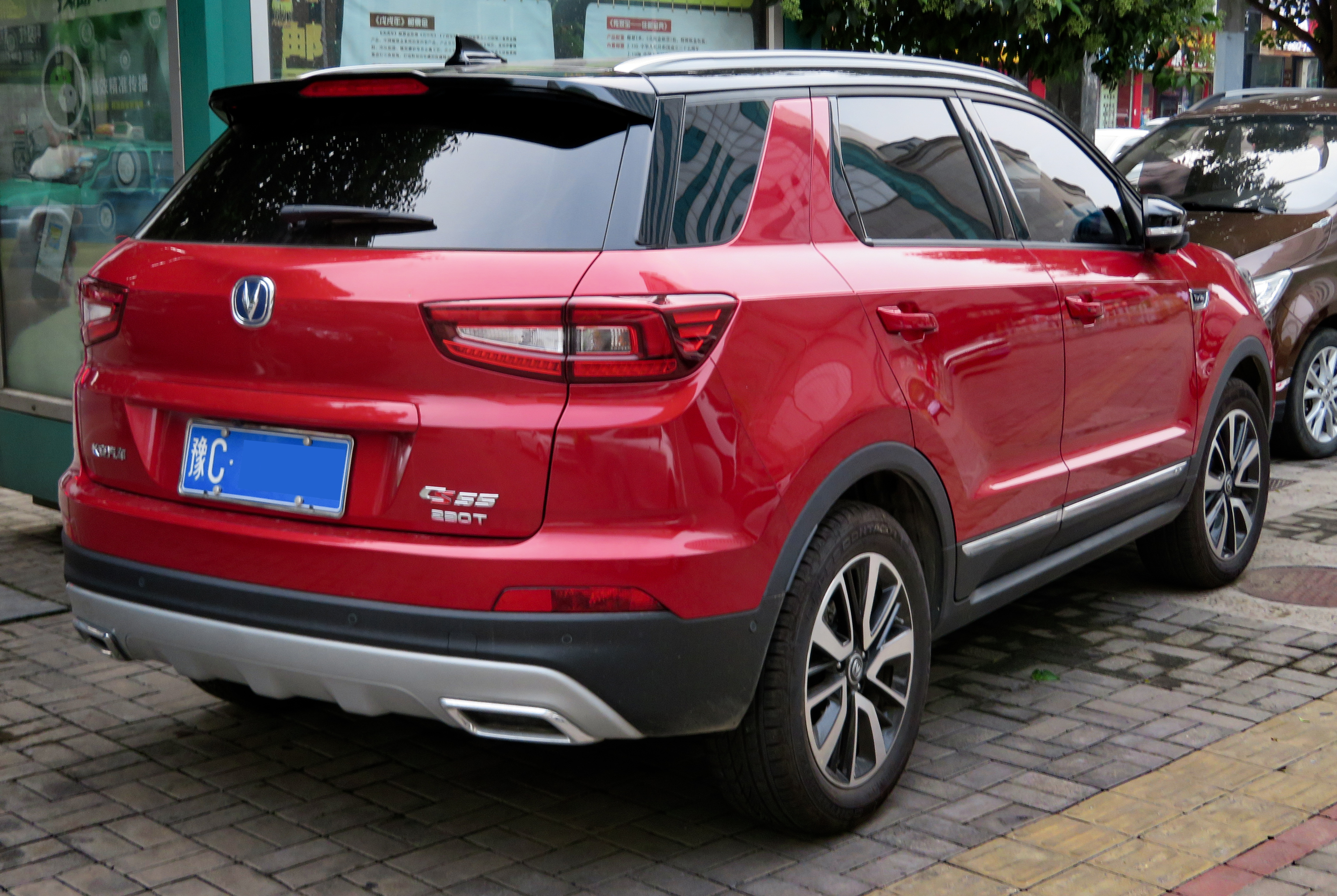
Вид сзади

В 2018 году автомобиль прошёл рестайлинг переднего бампера и радиаторной решётки. 55 экземпляров было внесено в книгу рекордов Гиннесса. В 2019 году автомобиль был снят с производства.

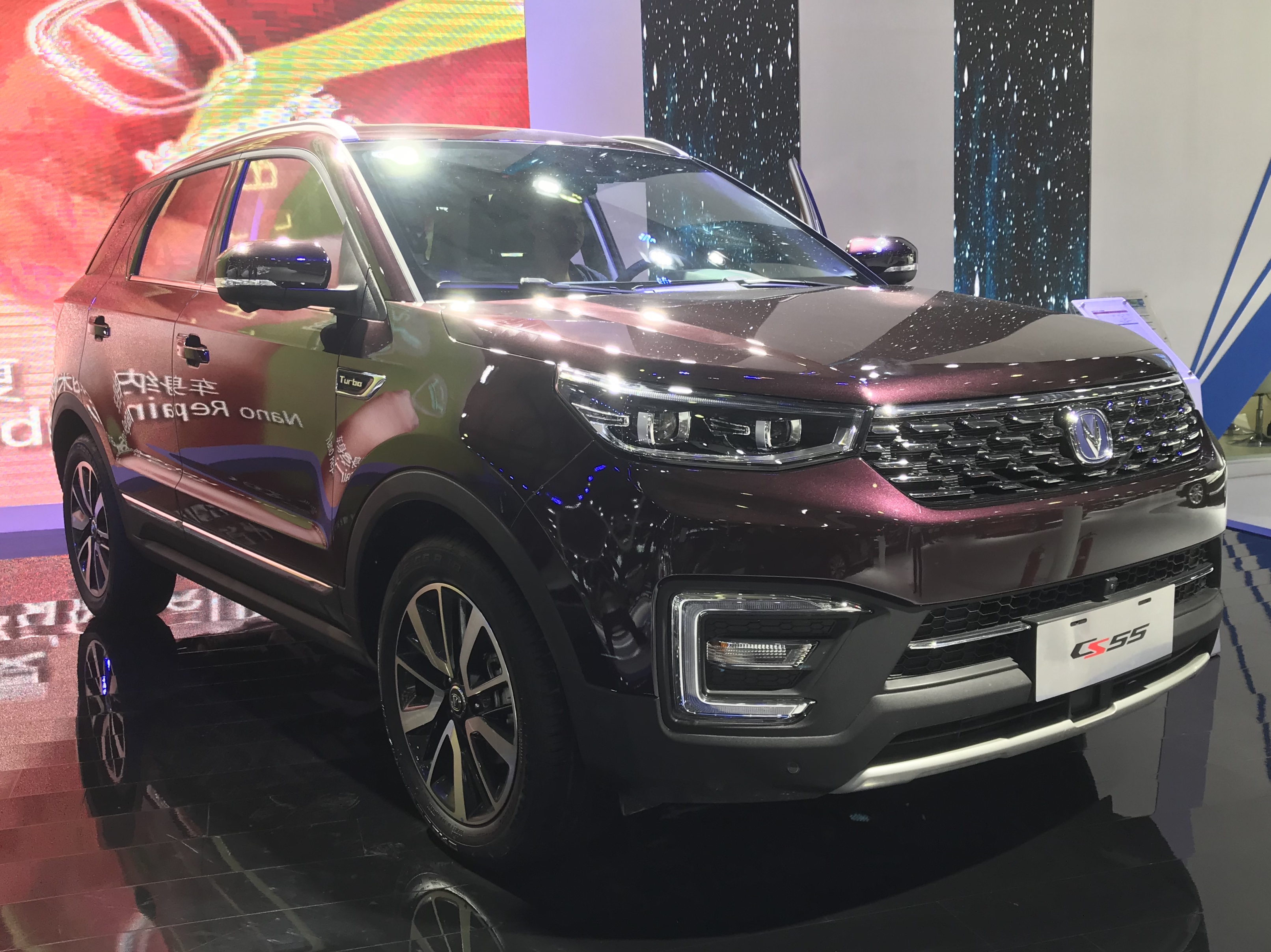
Рестайлинг передней части
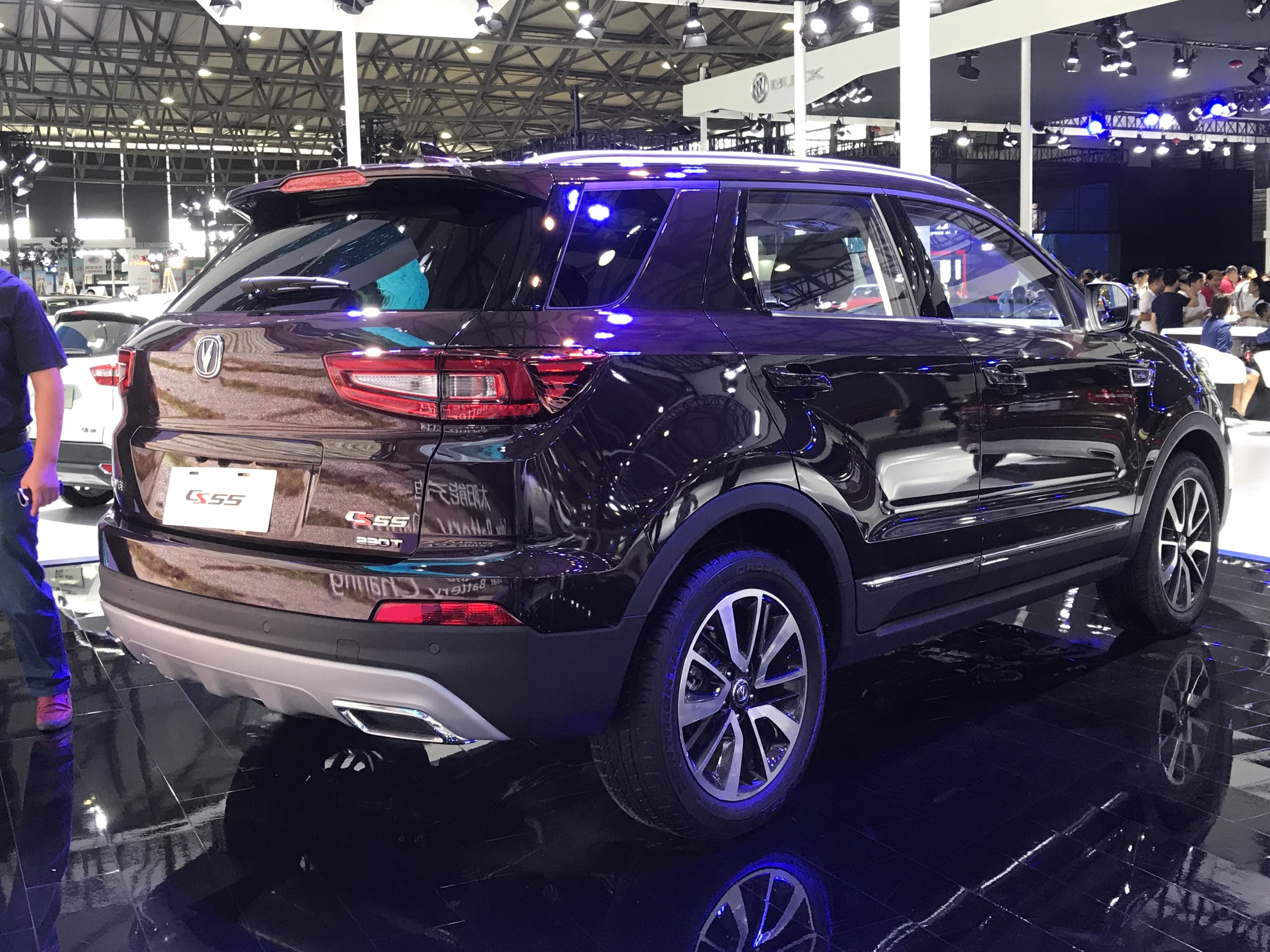
Рестайлинг задней части

## Продажи в Европе
В 2024 году в Беларуси компания Лозанж получила статус эксклюзивного дистрибьютора легковых автомобилей Changan. Первые партии Changan CS55 поступят к концу года.